# Сауирик-батира
Сауири́к-батира (каз. Сауырық батыр) — село у складі Жамбильського району Алматинської області Казахстану. Входить до складу Жамбильського сільського округу.
У радянські часи село називалось Кокозек.
Населення — 610 осіб (2021; 576 у 2009, 364 у 1999, 506 у 1989).